# Cremene

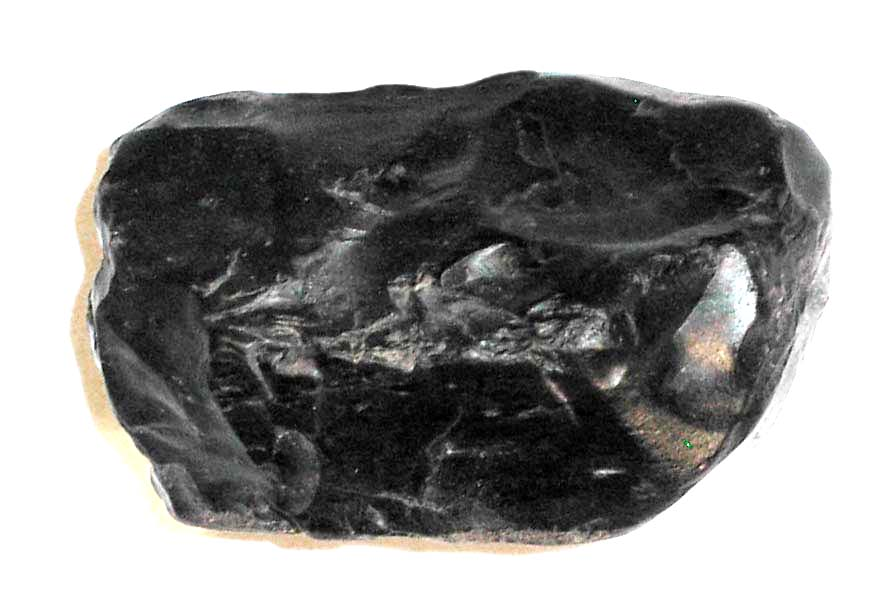
Silex

În vorbirea populară cremene poate fi oricare piatră dură cu ajutorul căreia se pot produce scântei când se lovește de obiecte de fier precum amnarul. În majoritatea cazurilor se referă la chert, silex sau cuarțit, dar se poate referi și la granit, andezit sau la câteva tipuri de gresie. 

## Utilizare

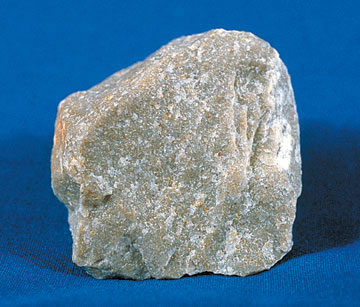
Cuarțit

O varietate a sa a fost și încă este folosită în societățile umane primitive ca unealtă. A fost folosită până în secolul al XIX-lea pentru aprinderea focului.

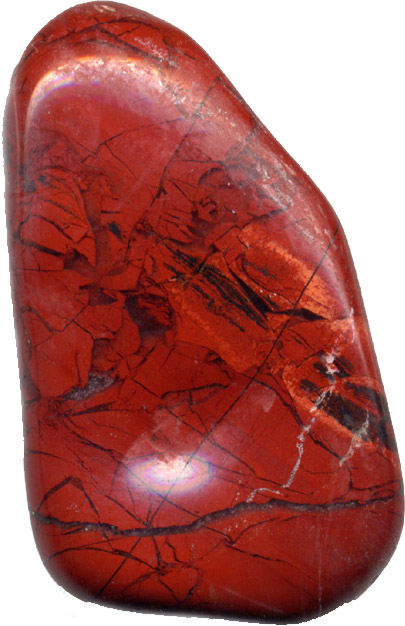
Jasp